# Power Rangers : Dino Fury
Chronologie
Beast Morphers Power Rangers : Toujours vers le futur
Power Rangers : Dino Fury regroupe les 28e et 29e saisons de la série télévisée américaine Power Rangers, adaptées du super sentai Kishiryū Sentai Ryusoulger, et produites par Hasbro.
Composées chacune de 22 épisodes, elles ont été diffusées respectivement aux États-Unis du 20 février 2021 au 18 décembre 2021, et du 3 mars 2022 au 29 septembre 2022. En France, la diffusion de la 1re saison a commencé le 6 juin 2021 sur Gulli et le 7 juin 2021 sur Canal J, celle de la 2d saison le 25 juin 2022 sur Gulli et le 26 juin 2022 sur Canal J. 

## Synopsis
Des millions d'années avant notre ère, une bataille extraterrestre opposant les Sporix et les Rafkoniens se poursuivit sur une Terre préhistorique. Les Maîtres de la Transformation, puissants chevaliers à l'origine des arsenaux des Power Rangers comme le Prisme Nexus Ninja, aidèrent les chevaliers de Rafkon à vaincre leurs ennemis en conférant à cinq d'entre eux les pouvoirs de Power Rangers Dino Fury liés à leurs montures, les dinosaures. Aujourd'hui éteints, ceux-ci et cette nouvelle équipe faisaient partie du passé jusqu'au moment où un mystérieux seigneur de guerre, venu exprès sur notre planète en tant que le Chevalier du Néant, réveilla les Sporix et fit des Hengemen ses fantassins pour son propre compte.
Quand Zayto, le seul survivant des Rafkoniens et Ranger Dino Fury rouge, est lui-aussi réveillé par un dinosaure anthropomorphique appelé Solon, une équipe de Power Rangers Dino Fury de cette génération est rassemblée de telle sorte à pouvoir lutter contre cette menace. N'étant au début qu'à trois, la bande s'est agrandi en accueillant la fratrie Garcia et un certain Aiyon.

## Distribution

### Rangers Dino Fury
| Acteurs       | Rôles                          | Rangers                 | Armes                                               | Armures               | Véhicules      | Zords                                                       |
| ------------- | ------------------------------ | ----------------------- | --------------------------------------------------- | --------------------- | -------------- | ----------------------------------------------------------- |
| Russell Curry | Zayto                          | Ranger Dino Fury rouge  | Morpher Dino Fury, Clés Dino Fury, Sabre Chromafury | Armure Dino Chevalier | Moto Dino Fury | Zord Champion T-Rex, Zord Raptor Lumière, Zord Raptor Ombre |
| Russell Curry | Zayto                          | Ranger Dino Fury Zénith | Morpher Dino Fury, Clés Dino Fury, Sabre Chromafury |                       |                |                                                             |
| Kai Moya      | Ollie Akana                    | Ranger Dino Fury bleu   | Morpher Dino Fury, Clés Dino Fury, Sabre Chromafury |                       |                | Zord Tricéra Épée, Zord Pacha Smash                         |
| Hunter Deno   | Amélia Jones,                  | Ranger Dino Fury rose   | Morpher Dino Fury, Clés Dino Fury, Sabre Chromafury |                       |                | Zord Marteau Ankylo, Zord Dimétro flamboyant                |
| Tessa Rao     | Isabella « Izzy » Naya Garcia, | Ranger Dino Fury vert   | Morpher Dino Fury, Clés Dino Fury, Sabre Chromafury |                       |                | Zord Griffe Tigre                                           |
| Chance Perez  | Javier « Javi » Garcia,        | Ranger Dino Fury noir   | Morpher Dino Fury, Clés Dino Fury, Sabre Chromafury |                       |                | Zord Pointe Stégo, Zord Ptéra Glaçant                       |
| Jordon Fite   | Aiyon                          | Ranger Dino Fury doré   | Blaster doré, Clés Dino Fury                        |                       |                | Zord Lame Mosa                                              |

### Amis

#### Dinohenge
Dinohenge est un site ancien situé dans la forêt de Pine Ridge qui abrite une chambre souterraine utilisée comme base par les Rangers Dino Fury.
- Solon (Josephine Davison) : Solon est un Solonasaurus à qui des implants cybernétiques Rafkoniens ont été donnés après avoir été blessé lors de la Grande Guerre des Sporix. Après la fin de la Grande Guerre des Sporix, Solon garde la capsule de stase contenant Zayto, le Ranger Dino Fury rouge, ainsi que les Sporix capturés, dans le repaire situé sous Dinohenge pendant des millions d'années. Solon possède des compétences techniques, étant capable de développer et de réparer des armes pour les Rangers Dino Fury. Elle est également sage et compatissante, prodiguant des conseils aux Rangers Dino Fury concernant les problèmes de leur vie personnelle.

#### Pine Ridge
- Dr Lani Akana (Shavaughn Ruakere) : Le docteur Lani Akana est une archéologue parcourant le monde travaillant pour l'Association mondiale d'archéologie. Elle a récemment déménagé à Pine Ridge pour étudier Dinohenge avec son fils, Ollie Akana, le Ranger Dino Fury bleu. Le docteur Akana apporte une aide précieuse aux Rangers Dino Fury en découvrant la capsule de stase contenant Aiyon, le Ranger Dino Fury doré, ainsi qu'en trouvant le talisman de Barde Pourpre, ce qui conduit à la découverte de deux nouvelles Clés Dino. Elle finit par découvrir qu'Ollie est le Ranger Dino Fury bleu après avoir aidé les Rangers Dino Fury à empêcher le Chevalier du Néant d'utiliser son équipement à des fins néfastes. Après avoir aidé les Rangers Dino Fury à les empêcher de se faire détruire par le Chevalier du Néant, elle est affectée à un poste à l'Institut Ishinomori au Japon.
- Garde Carlos Garcia (Blair Strang) : Le Garde Carlos Garcia est un garde forestier responsable de la forêt abritant Dinohenge. Il est également le père de Javi Garcia, le Ranger Dino Fury noir, et le beau-père d'Izzy Garcia, le Ranger Dino Fury vert. Le Garde Garcia soutient la carrière d'Izzy dans la course à pied, mais il considère l'intérêt de Javi pour la musique comme une perte de temps en raison du nombre d'instruments qu'il change constamment. Cependant, lorsque Javi lui fait remarquer cela et lui montre qu'il a un véritable intérêt pour une carrière musicale, le Garde Garcia devient son plus grand fan et son plus fervent soutien.
- Madame Indigo (Darien Takle) : Madame Indigo est une voyante. Sur les conseils d'Amélia, Zayto lui rend visite espérant qu'elle lui donnerait plus de détails sur son pendentif et sa planète. Malheureusement, Madame Indigo ne lui donnera que des informations très vagues.
- Lily (Sarah Dalton) : Lily est une athlète des Jeux olympiques spéciaux et la cousine d'Izzy Garcia, la Ranger Dino Fury vert, et de Javi Garcia, le Ranger Dino Fury noir. Elle aide également Izzy à s'entraîner pour une course et lui enseigne que gagner n'est pas tout.
- Fern (Jacqueline Joe) : Fern est une athlète que Izzy Garcia, la Ranger Dino Fury vert, rencontre lors du Championnat junior de l'État. Elle l'aide après qu'Izzy soit tombée d'une colline, et les deux se retrouvent ensuite lorsqu'elles rejoignent toutes les deux le Super Hotshot Gym. Après que Fern ait rejoint Izzy pour entraîner d'anciens membres du Super Hotshot Gym gratuitement, il est révélé qu'elles éprouvent des sentiments l'une pour l'autre et qu'elles sont actuellement en couple. Fern décide de poursuivre ses études à l'Oakdale College après avoir obtenu son diplôme de Pine Ridge High School. Avant son départ, elle découvre qu'Izzy est la Ranger verte.
- Mona (Sophia de Magalhaes) : Mona est une amie de Lily. En fauteuil roulant, elle demande l'aide de Lily pour faire les courses, ce qui la rend en retard pour les entraînements avec Izzy. Elle vient encourager Izzy avant le début de la course.
- Ed Jones (Greg Johnson) : Ed Jones est un homme à tout faire superstitieux qui travaille en tant que bricoleur à Pine Ridge. Dans sa jeunesse, il travaillait comme concierge à la base militaire, la Zone 62, et un jour, il se voit confier un jeune bébé par deux Rafkoniens peu avant une explosion nucléaire. Pensant que les deux Rafkoniens n'ont pas survécu, il élève le jeune bébé comme sa petite-fille et lui donne le nom d'Amélia Jones. Il invente une fausse histoire selon laquelle ils ont péri dans un incendie domestique. Il cache ce fait à Amélia jusqu'à ce que ses pouvoirs de lecture de pensées soient débloqués pendant l'invasion des Sporix par la Reine du Néant. On découvre alors que les deux Rafkoniens étaient Tarrick et Santaura.
- Adrian (Max Crean) : Adrian est un athlète avec qui Izzy Garcia, la Ranger Dino Fury vert, se lie d'amitié après qu'ils ont tous les deux rejoint le Super Hotshot Gym. Après avoir été escroqué par l'entraîneur Bella, Adrian quitte le gymnase et se joint à Izzy pour entraîner gratuitement d'anciens membres du Super Hotshot Gym. Javi tente de les rapprocher, pensant qu'Izzy éprouve des sentiments pour Adrian, mais il arrête ses efforts lorsqu'il est révélé qu'Izzy a des sentiments pour Fern.
- Coach Bella (Jessica Grace Smith) : La Coach Bella est une légende, c'est la meilleure coach des environs. Elle ouvre une nouvelle salle, Hotshot Gym, en ville et promet des entraînements haut de gamme. Bien que son inscription soit très onéreuse, avec l'uniforme à acheter en plus, la coach parvient à remplir sa salle, et recrute Izzy, Zayto, Fern et Adrian. Intéressée uniquement par l'argent, Coach Bella maintient ses élèves motivés en leur disant à tous qu'ils sont les meilleurs. Lorsqu'Izzy découvre ses véritables intentions, elle quitte ses cours et révèle son secret à tout le monde. Coach Bella s'en va sans leur rembourser leur inscription.
- Béatrice Cotton (Margaret-Mary Hollins) : Beatrice est la conservatrice du Musée de Pine Ridge, elle assiste les Rangers Dino Fury dans la recherche de deux Clés Dino perdues. Elle entame également une relation amoureuse avec Ed Jones, le grand-père d'Amélia Jones, la Ranger Dino Fury rose.
- Père Noël (John Sumner) : Le Père Noël se rend à Pine Ridge pour donner à Javi Garcia, le Ranger Dino Fury noir, des conseils sur le cadeau de Noël parfait. Il a également son carnet de croquis magique volé par Mucus et Slyther.
- Rina Garcia (Saraid de Silva) : Rina Garcia est la mère d'Izzy Garcia, la Ranger Dino Fury vert, et la belle-mère de Javi Garcia, le Ranger Dino Fury noir. Rina est également une créatrice de mode et a conçu la robe de Fern et le smoking d'Izzy pour le bal de fin d'année.
- Blair Bartlett (Robbie Evison) : Blair Bartlett est le chanteur narcissique du groupe Screaming Zombies et un grand fan de pancakes. Il se retrouve en possession de la Clé Dino Glaçante après avoir visité Blackwood Valley et la porte comme un collier. Il la donne aux Rangers Dino Fury en échange de Javi Garcia, qui devient le nouveau guitariste principal après la démission de leur guitariste précédent. Blair réapparaît plus tard, révélant qu'il est devenu un artiste solo, et il chante une chanson qu'il a volée à Javi Garcia et qu'il avait créée pour un concours de chant de BuzzBlast. Malgré tout, Javi remportera le concours à la loyale.
- Professeur Drake Floyd (Jamie Irvine) : Le professeur Floyd est l'ancien professeur d'Ollie. Il débarque en ville pour le Symposium de Sciences, et accorde une interview à BuzzBlast. Il était très proche d'Ollie lorsqu'il était enfant, car à cause de son attitude de "Monsieur Je-sait-tout", tout le monde lui tournait le dos. Lorsqu'il lui fait remarquer qu'il n'a pas changé, Ollie refuse d'y croire. Finalement, il est exposé à la vérité et vient s'excuser auprès du Professeur.
- Mara : Mara est une petite fille de Pine Ridge. Très intelligente, elle prend des cours de codage en ligne. Grâce à ses connaissances, Mara parvient à hacker les serveurs de Buzzblast et demande à avoir sa propre émission en échange. Découverte par Aiyon grâce à ses pouvoirs télépathiques, Mara se décide à avouer ce qu'elle a fait à Jane, qui lui demande de remettre Buzzblast en ligne. Jane accepte ensuite de discuter avec elle pour une éventuelle participation à des émissions.
- Pete Flash : Pete Flash est un célèbre chanteur. Pour se faire connaître, Javi lance un clip vidéo avec une reprise de l'une de ses chansons sur le réseau de BuzzBlast. Lorsque Javi dépasse le million de vues, grâce à son voeu avec l'Amulette d'Hexcurio, l'agent de Pete Flash contacte Jane, qui joue les agents pour Javi. Le chanteur veut réaliser un duo avec Javi à BuzzBlast. Plus tard dans la journée, Pete Flash débarque à BuzzBlast, mais les vues de Javi sont redescendues en-dessous des 1000 vues. Il se sent trompé mais le jeune chanteur tente de lui expliquer la situation. Attendri par Javi, et parce qu'il trouve qu'il chante, Pete Flash accepte de faire le duo, et les vues s'envolent en direct !

#### BuzzBlast
BuzzBlast est une agence de médias Internet située à Pine Ridge, propriété de Jane Fairview. C'est le lieu de travail d'Amélia Jones, la Ranger Dino Fury rose, et de Javi Garcia, le Ranger Dino Fury noir.
- Jane Fairview (Kira Josephson) : Jane Fairview est la directrice de l'agence médiatique en ligne, BuzzBlast. Jane crée souvent du contenu original pour BuzzBlast et donne à ses employés des missions spécifiques pour le compte de BuzzBlast. Elle entre souvent en conflit avec Amélia Jones, la Ranger Dino Fury rose et membre de BuzzBlast, lorsqu'elle souhaite publier du contenu surnaturel. Jane se soucie également profondément de ses employés, défendant Javi Garcia, le Ranger Dino Fury noir, en montrant à son père, le Garde Carlos Garcia, une vidéo de sa performance en direct après l'avoir interrogé sur ses aspirations musicales. Après la défaite de la Reine du Néant par les Rangers Dino Fury et la capture de tous les Sporix, Jane révèle qu'elle ouvre une filiale de BuzzBlast à Angel Grove.
- J-Borg (Victoria Abbott) : J-Borg est une androïde développée par Hartford Robotics et utilisée par Jane comme son assistant chez BuzzBlast.
- Annie (Benny Joy Smith) : Annie est une employée chez BuzzBlast, on la voit généralement diriger des vidéos pour Jane ou filmer ses propres vidéos, y compris des tutoriels sur les slimes.
- Stan (Noah Paul) : Stan est un employé chez BuzzBlast, on le voit généralement faire des reportages sur l'actualité autour de Pine Ridge ou travailler sur les ordinateurs de BuzzBlast.

#### Japon
- Professeur Shigeru Anno (Makoto Murata) : Le professeur travaille à l'Institut Ishinomori avec Lani Akana. Il découvre la présence d'un Sporix à la télévision locale et en parle avec la mère d'Ollie, qui prévient son fils. Plus tard, lors de la visite d'Ollie, Le professeur lui ouvre les yeux sur l'importance du travail de sa mère, et a quel point il l'a négligée ces derniers temps.

#### Rafkon
Rafkon est la planète d'origine des Rafkoniens, des êtres semblables aux humains avec des antennes qui leur donnent le pouvoir de lire les pensées de quiconque ils touchent. Rafkon est également la planète d'origine des Chevaliers de Rafkon, un groupe de chevaliers qui défendaient la galaxie contre diverses menaces intergalactiques. Ils étaient également responsables de la création des Sporix, des êtres qui étaient à l'origine destinés à assister les Chevaliers de Rafkon mais qui ont été corrompus, envahissant la planète et la détruisant supposément. Les seuls survivants de Rafkon, les Chevaliers de Rafkon, voyagent finalement sur Terre et reçoivent des pouvoirs des Maîtres de la Transformation pour devenir les Rangers Dino Fury afin de combattre les Sporix. Les deux seuls survivants de la Grande Guerre des Sporix sont Zayto, le Ranger Dino Fury rouge, et Aiyon, le Ranger Dino Fury doré. Il est plus tard révélé que Rafkon a été déplacée dans la Nébuleuse d'Onyx par les Rafkoniens survivants, laissant la planète pour qu'elle puisse guérir naturellement, avec son peuple voyageant dans l'univers à la recherche de ressources, dont trois sont plus tard révélés être Tarrick, Santaura et Amélia Jones, la Ranger Dino Fury rose. Cependant, Rafkon est détruite par le Seigneur Zedd après qu'il a obtenu le Générateur de Sporix.
- Chevaliers de Rafkon : Les anciens Rangers Dino Fury étaient à l'origine les Chevaliers de Rafkon, aux côtés de Zayto et Aiyon, et sont devenus des Power Rangers après avoir reçu des pouvoirs accordés par les Maîtres de la Transformation. Les anciens Rangers Dino Fury, à l'exception d'Aiyon et Zayto, ont été tués pendant la Grande Guerre des Sporix.
- Maman de Zayto (Jen Van Epps) : La mère de Zayto est une Rafkonienne qui lui a donné un pendentif après qu'il soit devenu un Chevalier de Rafkon. On ne sait pas si elle a survécu à la Grande Bataille des Sporix.
- Représentantes de Rafkon : Les Représentantes de Rafkon déclenchent la Machine à Sporix, après la validation de Zayto du Projet.
- Orria (Brooke Petersen) : Orria est une guerrière Rafkonienne qui se rend sur Terre après la destruction de Rafkon par le Seigneur Zedd et la découverte du message intergalactique envoyé par Zayto. À l'origine, elle avait l'intention de coloniser la Terre de force pour les Rafkoniens survivants, en soumettant toute la population en raison de la négligence de l'humanité envers l'environnement et de ses guerres constantes. Ces plans sont mis en attente lorsque la Reine du Néant libère tous les Sporix sur Pine Ridge, et elle jure une trêve avec les Rangers Dino Fury, s'alliant à eux pour contenir tous les Sporix. Elle change ensuite d'avis après que Ed Jones la sauve d'une attaque de Sporix, réalisant que l'humanité n'est pas si terrible après tout. Après que les Rangers Dino Fury aient vaincu la Reine du Néant et capturé tous les Sporix, il est révélé qu'Orria a décidé de rester sur Terre avec ses compagnons guerriers Rafkoniens, en résidant à la Zone 62.

#### Grille Battleforce
- Générale Amanda Shaw (Teuila Blakely) : La Générale Shaw est un général de la Grille Battleforce qui informe les Rangers Dino Fury que Lothorn s'est échappé d'une de leurs installations et se dirige vers Pine Ridge. Elle les informe également que le Seigneur Zedd est revenu sur Terre et a libéré Scrozzle.
- Rangers de la Grille Battleforce : Les Rangers de la Grille Battleforce sont vus combattre un monstre qui s'est échappé d'une de leurs installations.

##### Rangers de la Grille Battleforce
| Acteurs                      | Rôles                 | Rangers                                 |
| ---------------------------- | --------------------- | --------------------------------------- |
| Rorrie D. Travis (voix)      | Devon Daniels         | Ranger de la Grille Battleforce rouge   |
| Jazz Baduwalia (voix)        | Ravi Shaw             | Ranger de la Grille Battleforce bleu    |
| Jacqueline Scislowski (voix) | Zoey Reeves           | Ranger de la Grille Battleforce jaune   |
| Abraham Rodriguez (voix)     | Nathan « Nate » Silva | Ranger de la Grille Battleforce         |
| Jamie Linehan (voix)         | Steel Silva           | Ranger de la Grille Battleforce argenté |

#### Nibyro
Nibyro est une planète déserte où le Zord Raptor de Lumière et le Zord Raptor d'Ombre se sont retrouvés après la Grande Guerre des Sporix. C'est aussi la planète d'origine du Gardien de Nibyro, une entité cosmique qui protégeait le Zord Raptor de Lumière et le Zord Raptor d'Ombre contre des fins néfastes avec son pouvoir d'illusion.
- Gardien de Nibyro (Michael Hurst) : Le Gardien de Nibyro utilise ses pouvoirs d'illusion pour protéger Nibyro des pillards. Le Gardien de Nibyro guide Aiyon vers le Zord Raptor Lumière et le Zord Raptor Ombre après avoir prouvé qu'il est pur de cœur.

#### Galaxie du Lion
- Mick Kanic (Kelson Henderson) : Mick Kanic est un extraterrestre métamorphe de la Galaxie du Lion et un ancien mentor des Power Rangers Ninja Steel. Il vient sur Terre à la recherche du Prisme Nexus. Mick quitte la Terre à bord d'un taxi spatial après que le Prisme Nexus l'ait quittée pour le suivre. Il révèle plus tard avoir ouvert un steakhouse dans la Galaxie du Lion.

#### Grille de Transformation
- Maîtres de la Transformation : Les Maîtres de la Transformation sont de puissants combattants qui se dressent contre les Forces du Mal.
  - Maître rouge (Daryl Habraken) : Maître rouge est le chef des Maîtres de la Transformation, des êtres éternels dotés d'un pouvoir incommensurable qui ont transformé les Chevaliers de Rafkon en Rangers Dino Fury. Il est également responsable de la création des Dino Cristaux, les sources de pouvoir des Rangers Dino Tonnerre, et a co-créé le Prisme Nexus Ninja, la source de pouvoir des Rangers Ninja Steel, avec Maître vert. Après avoir appris que Maître vert a enfreint le serment qu'ils ont tous prêté de ne jamais intervenir dans la vie des mortels, il envoie Maître bleu la punir jusqu'à ce que les Rangers Dino Fury parviennent à le convaincre de libérer Maître vert de sa prison de cristal. Après que le Ranger Dino Fury rouge a réussi à détruire avec succès le Monstre de la Vengeance Némésis au prix de sa propre vie, il retourne sur Terre avec Maître vert et Maître bleu pour contenir les Sporix affaiblis et informer les Rangers Dino Fury qu'ils ne peuvent pas ressusciter Zayto jusqu'à plusieurs mois plus tard, lorsque l'on découvre que le Seigneur Zedd s'est échappé de son emprisonnement cristallin.
  - Maître rose :
  - Maître vert (Beth Allen) : Maître vert est un membre des Maîtres de la Transformation, des êtres éternels dotés d'un pouvoir incommensurable qui ont transformé les Chevaliers de Rafkon en Rangers Dino Fury. Elle est également responsable de la création des Énergemmes, les sources de pouvoir des Rangers Dino Charge, et a co-créé le Prisme Nexus Ninja, la source de pouvoir des Rangers Ninja Steel avec Maître rouge. Malgré avoir prêté serment de ne jamais intervenir dans la vie des mortels après que divers méchants aient détruit d'autres Maîtres de la Transformation, Maître vert intervient secrètement dans la lutte contre le mal en aidant diverses équipes de Power Rangers dans leurs moments les plus sombres. Cela inclut le téléportation des Rangers légendaires pour aider les Super Mega Rangers dans la Bataille légendaire, et transformer Steel en humain après avoir été détruit par Evox. Elle assiste également les Rangers Dino Fury à plusieurs reprises, réveillant Aiyon, le Ranger Dino Fury doré, de sa stase et l'informant que le Seigneur Zedd est de retour, tout en restaurant Dinohenge et les pouvoirs des Rangers Dino Fury après leur destruction dans un combat contre le Chevalier du Néant. Maître vert revient une fois de plus pour téléporter les Rangers Dino Fury hors de Rafkon lorsqu'ils sont presque détruits par le Seigneur Zedd, soignant un Zayto blessé. Cependant, elle est suivie par Maître bleu, qui est envoyé pour l'emprisonner, mais parvient à échapper à cela, se piégeant plus tard avec le Seigneur Zedd à l'intérieur d'un cristal jusqu'à ce que les Rangers Dino Fury parviennent à convaincre Maître rouge de la libérer du cristal. Après que le Ranger Dino Fury rouge a réussi à détruire avec succès le Monstre de la Vengeance Némésis au prix de sa propre vie, elle retourne sur Terre avec Maître rouge et Maître bleu pour contenir les Sporix affaiblis, informant les Rangers Dino Fury qu'ils ne peuvent pas ressusciter Zayto jusqu'à plusieurs mois plus tard, lorsque l'on découvre que le Seigneur Zedd s'est échappé de son emprisonnement cristallin.
  - Maître bleu (Kevin Keys) : Maître bleu est un membre des Maîtres de la Transformation, des êtres éternels dotés d'un pouvoir incommensurable qui ont transformé les Chevaliers de Rafkon en Rangers Dino Fury. Plus tard, Maître rouge lui confie la tâche de punir Maître vert après avoir découvert qu'elle a enfreint le serment qu'ils ont tous prêté de ne pas interférer dans la vie des humains. Cependant, il lui est ordonné de se retirer après que Maître rouge soit convaincu par les Rangers Dino Fury de libérer Maître vert de sa prison de cristal. Après que le Ranger Dino Fury rouge a réussi à détruire avec succès le Monstre de la Vengeance Némésis au prix de sa propre vie, il retourne sur Terre avec Maître vert et Maître bleu pour contenir les Sporix affaiblis, informant les Rangers Dino Fury qu'ils ne peuvent pas ressusciter Zayto jusqu'à plusieurs mois plus tard, lorsque l'on découvre que le Seigneur Zedd s'est échappé de son emprisonnement cristallin.
  - Maître noir :
  - Maître doré :

### Ennemis

#### La Zone 62
La Zone 62 est une installation militaire abandonnée qui est réquisitionnée par Tarrick pour l'utiliser comme base d'opération après que sa femme, Santaura, a été blessée dans une explosion. Après que Tarrick et Santaura sont devenus bons après avoir appris que leur fille perdue est Amélia Jones, la Zone 62 devient le foyer d'un groupe de Rafkoniens.
- Tarrick / Chevalier du Néant / Roi du Néant (Jared Turner) : Tarrick est un Rafkonien qui vient sur Terre avec sa femme, Santaura, et leur fille bébé pour récupérer des provisions afin d'aider à reconstruire Rafkon. Ils finissent par s'écraser sur Terre et Tarrick devient prisonnier dans la Zone 62. Une explosion dans le laboratoire cause de graves blessures à Santaura, sa femme, et il pense avoir perdu sa fille après l'avoir confiée à un homme humain nommé Ed Jones. Il prend ensuite le contrôle de la Zone 62 et place sa femme dans une capsule de stase en attendant de pouvoir la réanimer. Il a alors l'idée d'utiliser le Sporix pour alimenter une machine capable de guérir toutes les blessures de Santaura. Tarrick découvre également dans la Zone 62 une boîte contenant le Morpher Dino Chevalier dinosaure et un Sabre Chromafury, qu'il utilise pour devenir le Chevalier du Néant. Il finit par trouver l'emplacement du Sporix et les libère accidentellement dans tout Pine Ridge lors d'une altercation avec les Rangers Dino Fury. Sa mission devient alors de capturer autant de Sporix que possible pour alimenter sa machine et ainsi réanimer Santaura. Tarrick est un combattant talentueux, capable de se battre efficacement contre les Rangers Dino Fury lui-même. Il est également doué en mécanique, capable de créer des dispositifs pour l'aider dans sa mission, ainsi que des généraux robotiques alimentés par le Sporix, comme Boomtower et Slyther. Après avoir vu le Dr Akana utiliser la Grille de Transformation, il décide de voler cet équipement pour réanimer Santaura et fait appel à Reaghoul pour réanimer Boomtower afin de distraire les Rangers Dino Fury pendant qu'il accomplit cette tâche. Après avoir obtenu cet équipement, il capture quatre des Rangers Dino Fury avec des menottes somnifères et les utilise conjointement avec Dinohenge pour ressusciter Santaura. Cependant, les Rangers Dino Fury l'arrêtent et il est présumé détruit par l'explosion qui détruit sa machine. Cependant, il survit à cette attaque, bien que son armure de Chevalier du Néant soit gravement endommagée, jusqu'à ce qu'il réussisse à récupérer son Sabre du Néant avec la Clé Dino Réparation pour réparer son armure. Après avoir obtenu plus de Sporix, Tarrick parvient enfin à réanimer Santaura, qui a été corrompue par son infusion de Sporix, et utilise son pouvoir pour devenir la Reine du Néant et jure de détruire l'humanité. Le Chevalier du Néant, révélant qu'il n'avait jamais eu l'intention de faire du mal à qui que ce soit, tente de l'arrêter en aidant occasionnellement les Rangers Dino Fury, mais il est blessé par le Sporix Bot de la Reine du Néant, Snageye. Il remet ensuite le Morpher Dino Chevalier à Zayto, le Ranger Dino Fury rouge, avant d'être capturé par la Reine du Néant. Il est ensuite forcé d'utiliser la machine à Sporix et est infecté par son énergie, devenant corrompu et se transformant en Roi du Néant. Après avoir réussi à obtenir tous les Sporix pour la Reine du Néant en pénétrant dans Dinohenge avec une perceuse, il apprend par télépathie qu'Amélia Jones, la Ranger Dino Fury rose, est sa fille perdue depuis longtemps. Cela le libère de sa corruption et le ramène à la normale. Il tente ensuite d'utiliser l'armure du Néant pour téléporter le cocon que la Reine du Néant prévoyait d'utiliser pour détruire Pine Ridge dans un désert, réussissant ainsi à empêcher l'éclosion du Monstre de la Vengeance Némésis. Après que sa fille parvient à toucher le cœur de la Reine du Néant, les trois se réunissent en tant que famille et rénovent la Zone 62 pour en faire leur foyer sur Terre, avec l'arrivée d'un nouveau bébé en chemin, la petite sœur d'Amélia.
- Santaura / Reine du Néant (Siobhan Marshall) : Santaura est une Rafkonienne qui vient sur Terre avec son mari, Tarrick, et leur fille bébé pour récupérer des provisions afin d'aider à reconstruire Rafkon. Elle finit par s'écraser sur Terre et devient prisonnière dans la Zone 62, jusqu'à ce qu'une explosion dans le laboratoire la fasse penser qu'elle a perdu sa fille, avant de subir de graves blessures dans les suites de l'explosion. Tarrick la place alors dans une capsule de stase et tente de la guérir grâce au pouvoir du Sporix, réussissant finalement mais la corrompant, la poussant à vouloir faire souffrir l'humanité pour la perte de sa fille. Elle se nourrit de l'énergie du Sporix pour devenir la Reine du Néant et prend le contrôle de la Zone 62. Son mari tente de la raisonner et de la convaincre de quitter la Terre avec lui, mais elle le capture et le transforme de force en Roi du Néant. La Reine du Néant parvient finalement à réaliser son plan ultime après avoir obtenu tous les Sporix, les utilisant pour attaquer Pine Ridge avant de les utiliser pour former un cocon autour de son corps et créer une entité connue sous le nom de Monstre de la Vengeance Némésis afin de détruire l'humanité. Cependant, son plan est arrêté lorsque Zayto se sacrifie en utilisant le Sabre Dino légendaire pour détruire le Monstre de la Vengeance Némésis. Elle tente alors de tuer le reste des Rangers Dino Fury, jusqu'à ce que sa fille, Amélia Jones, lui révèle grâce à la télépathie qu'elle est sa fille, la libérant de toutes les énergies maléfiques et la ramenant à la normale. Après que sa famille soit réunie, elle rénove la Zone 62 comme son foyer sur Terre et attend un autre bébé, la sœur d'Amélia.
- Mucus (Torum Heng) : Mucus est une créature Sporix de couleur verte, de type slime/champignon, qui a la capacité de se transformer en slime et de se reformer après avoir été attaquée, la rendant presque indestructible. Mucus rejoint plus tard l'équipage du Chevalier du Néant et aide ce dernier à trouver des Bêtes Sporix non écloses, à récupérer les Sporix vaincus et à obtenir des informations sur les Rangers Dino Fury. Alors qu'elle tente d'enlever le Docteur Akana, elle tombe dans un portail vers la Dimension Obscure avec Slyther, grâce à Reaghoul, et y reste piégée pendant un certain temps. Elle parvient finalement à s'échapper de la Dimension Obscure et revient lors de Noël, où elle vole le carnet de croquis magique du Père Noël et tente de faire exploser Dinohenge avec une bombe pour faire payer aux Rangers Dino Fury d'avoir supposément détruit Chevalier du Néant. Mucus retourne au service du Chevalier du Néant après qu'il est révélé qu'il a survécu à son affrontement avec les Rangers Dino Fury, et elle sert plus tard la Reine du Néant après que cette dernière ait pris le contrôle de la Zone 62. Mucus est temporairement transformée en être humain par la Bête Sporix Hexcurio, ce qu'elle utilise pour tromper les Rangers Dino Fury en les faisant faire un vœu avec son médaillon magique, les maudissant jusqu'à ce que Hexcurio soit détruit par les Rangers Dino Fury, la ramenant ainsi à la normale, ce qui la réjouit profondément. Après que la Reine du Néant ait réussi à obtenir tous les Sporix, Mucus touche accidentellement le cocon et est absorbée dans le cocon qui devient le Monstre de la Vengeance Némésis, jusqu'à ce que le Ranger rouge Dino Fury la détruise, libérant ainsi Mucus qui devient la dernière Bête Sporix libre, car elle s'était cachée sous un rocher lorsque les Maîtres de la Transformation ont emprisonné toutes les Bêtes Sporix dans une prison de cristal. Elle est ensuite révélée avoir retrouvé Slyther, prendre une apparence humaine et parcourir le monde dans le cadre du Cirque Magique des Champignons du Docteur Sly.
- Boomtower / Boomblaster (Mark Mitchinson) : Boomtower est un général robotique créé par le Chevalier du Néant pour obtenir le Globe de Néphrite du Musée de Pine Ridge afin de le rendre plus puissant. Cependant, il échoue dans cette mission lorsque Javi Garcia brise le Globe de Nephrite et lui et sa sœur, Izzy Garcia, deviennent respectivement le Ranger Dino Fury noir et la Ranger Dino Fury vert. N'en pouvant plus d'attendre que le Chevalier du Néant le renforce, Boomtower prend des mesures drastiques en utilisant un Sporix provenant de la mystérieuse machine du Chevalier du Néant pour affronter les Rangers Dino Fury, parvenant à blesser le Ranger Dino Fury vert. Boomtower est finalement capturé par Chevalier du Néant et se retire pendant un court laps de temps, jusqu'à ce qu'il persuade le Chevalier du Néant de lui permettre d'utiliser le Sporix pour détruire les Rangers Dino Fury. Il devient géant, mais est gravement endommagé par le Megazord Dino Fury Formation Pointe et se téléporte avant que les Rangers Dino Fury ne parviennent à le détruire définitivement. Par la suite, Boomtower propose ses services pour obtenir le Prisme Nexus pour le Chevalier du Néant avec Wolfgang. Il devient géant après avoir échoué à vaincre les Rangers Dino Fury, mais est détruit par le Megazord Dino Fury Formation Guerrier. Les Rangers Dino Fury récupèrent le Sporix qu'il utilisait pour se renforcer et le remette en confinement. Boomtower est ensuite ressuscité par le sorcier Reaghoul et reçoit des boulets de canon explosifs pour combattre et distraire les Rangers Dino Fury pendant que le Chevalier du Néant vole l'équipement du Docteur Akana à Dinohenge. Il devient géant grâce au Sporix qu'il a volé à Slyther, mais est à nouveau détruit par le Megazord Mosa Ombre. Boomtower est ressuscité une deuxième fois et combat les Rangers Dino Fury pendant que Zayto sauve le Docteur Akana, qui était piégée dans la Dimension Obscure de Reaghoul. Après s'être bien battu, Boomtower est détruit pour la troisième fois par une attaque combinée de cinq Rangers Dino Fury. Lorsque Zedd et Scrozzle s'allieront avec les deux Néants, Scrozzle utilisera les données de Boomtower pour créer Boomblaster qui sera plus tard détruit par Aiyon avec l'armure Dino légendaire.
- Slyther (Campbell Cooley) : Slyther est un général robotique créé par Mucus et le Chevalier du Néant, qui a la capacité de se transformer en n'importe qui. Il utilise ce pouvoir pour se faire passer pour un Rafkonien nommé Arla afin d'obtenir les Sporix entreposés à Dinohenge. Zayto finit par percer cette supercherie et le chasse de Dinohenge. Slyther prend ensuite la forme de Roostafa pour devenir géant, mais il est vaincu par le Megazord Dino Fury Formation Guerrier, et sa mémoire est complètement effacée temporairement. Slyther utilise plus tard ses pouvoirs de métaMorpherse pour se faire passer pour l'ami d'Izzy, Adrian, supposant qu'elle a le béguin pour lui, afin de la capturer et de prendre sa forme pour s'emparer du conteneur de Sporix à Dinohenge. Cependant, ce plan échoue, mais il utilise Adrian comme moyen de pression pour obtenir le conteneur de Sporix. Sa prochaine stratégie est de se déguiser en un homme nommé Mister Whiz pour offrir un nouvel ordinateur portable à Ollie, afin de pirater le sous-drone du Docteur Akana et l'utiliser pour amener la capsule contenant le Ranger Dino Fury doré à terre. Une fois que le Ranger Dino Fury doré rejoint son équipe, Slyther se déguise en hôte de fête pour inciter Aiyon à invoquer le Zord Lame Mosa afin de le capturer et de le corrompre, mais il échoue. Alors qu'il tente d'enlever le Docteur Akana, il tombe dans un portail vers la Dimension Obscure avec Mucus par Reaghoul et y reste emprisonné un certain temps. Il finit par s'échapper de la Dimension Obscure et revient à Noël, où il vole le Livre magique du Père Noël et tente de faire exploser Dinohenge avec une bombe pour faire payer les Rangers Dino Fury pour avoir prétendument détruit le Chevalier du Néant. Slyther retourne finalement au service du Chevalier du Néant après qu'il soit révélé qu'il a survécu à son affrontement avec les Rangers Dino Fury, et il sert ensuite la Reine du Néant après qu'elle a pris le contrôle de la Zone 62. Pendant l'Attaque Finale de la Reine du Néant, il est chargé de protéger la Zone 62 et combat Amélia Jones lorsqu'elle tente de s'introduire clandestinement pour découvrir l'identité de ses parents. Il se retire ensuite lorsque le reste des Rangers Dino Fury arrive, se faisant discret jusqu'à ce que la Reine du Néant et le reste des Bêtes Sporix soient vaincus par les Rangers Dino Fury. Il prend ensuite un déguisement humain connu sous le nom de Docteur Sly et se réunit avec Mucus pour ouvrir le Cirque Magique des Champignons du Docteur Sly.
- Wreckmate (John Leigh) : Wreckmate est un général robotique créé par le Chevalier du Néant et Slyther à partir de pièces de vedette volées par Slyther. Il est ensuite envoyé à Pine Ridge avec Mucus pour trouver le Zord Lame Mosa et le détruire. Après être devenu géant, il est apparemment détruit par le Zord Lame Mosa Mode Combat. Il est plus tard révélé que Wreckmate a survécu à son affrontement avec les Rangers Dino Fury et fait son retour à la Zone 62 pour servir le Chevalier du Néant. Il vole une potion d'énergie à Slyther pour devenir temporairement plus puissant et manque de peu de vaincre les Rangers Dino Fury jusqu'à ce qu'il soit gravement blessé par la Moto Dino Fury. Il est ensuite réparé par le Chevalier du Néant et continue de le servir, ainsi que la Reine du Néant, en accomplissant de petites tâches pour eux. Wreckmate est ensuite chargé de diriger l'armée de la Reine du Néant après qu'elle a libéré toutes les Bêtes Sporix sur Pine Ridge, devenant lui-même géant mais étant détruit par l'Ultrazord Primaire.
- Snageye / Nulleye (Steve McCleary) : Snageye est un général robotique créé par la Reine du Néant pour traquer les Rangers Dino Fury et les capturer à l'intérieur de sa ceinture. Il parvient à capturer tous les Rangers Dino Fury jusqu'à ce que Tarrick parvienne à libérer Zayto. Tarrick donne ensuite à Zayto le Morpher Dino Chevalier, et Zayto détruit Snageye avec la Frappe Dino Chevalier. Lorsque Zedd et Scrozzle s'allieront avec les deux Néants, Scrozzle utilisera les données de Snageye pour créer Nulleye qui sera plus tard détruit par Zayto avec l'armure Dino légendaire.
- Hengemen : Soldats principaux des Bêtex Sporix et du Chevalier du Néant. Ils apparaissent pour la première fois dans l'épisode 1, à l'intérieur de la base des Rangers Dino Fury. Étant de nobles guerriers ayant servi les Forces du Bien, Solon tente de donner la clé permettant leur activation à Amélia et Ollie pour les aider à combattre le Chevalier du Néant lorsqu'il s'introduit dans la base des Rangers pour la première fois. Mais le Chevalier du Néant s'empare de la clé et les Hengemen deviennent maléfiques et passent sous ses ordres.

#### Reaghoul
Reaghoul est un nécromancien qui ressuscitera Zedd et utilisera un collier d'obéissance pour le contrôler. Il voudra s'emparer des Sporix dans un but inconnu. Il fera alliance avec le Chevalier du Néant pour capturer les Rangers en échange d'un Sporix. Mais Ollie réussira à détruire le collier libérant Zedd qui sera furieux contre Reaghoul. Ce dernier s'enfuira avec Mucus et il deviendra prisonnier du Chevalier du Néant pendant un temps. Le Chevalier du Néant le libérera finalement lui proposant un nouveau marché : son aide en échange de sa liberté. Reaghoul accepte et devient l'un de ses généraux. Il ressuscitera Boomtower qui sera détruit une deuxième fois par les Rangers. Reaghoul le ressuscitera une deuxième fois et aidera ses camarades Slyther, Mucus et Boomtower à capturer le docteur Akana. Il enverra cette dernière avec Mucus et Slyther dans la Dimension Obscure. Reaghoul deviendra géant et sera détruit, peu après la mort de Boomtower, par Zayto avec le Mégazord T-Rex Cosmique.

#### Seigneur Zedd
- Seigneur Zedd (Andrew Laing) : Seigneur Zedd, l'empereur maléfique qui a été purifié par l'Onde-Z de Zordon, est ressuscité par le nécromancien Reaghoul et devient son serviteur sous l'influence du Collier d'Obéissance. Il aide Reaghoul à capturer les Rangers Dino Fury pour Chevalier du Néant jusqu'à ce qu'il soit libéré de son Collier d'Obéissance, quittant alors la Terre à la recherche de son Bâton Z disparu. Seigneur Zedd parvient finalement à l'obtenir après avoir libéré Scrozzle d'une installation de la Grille Battleforce, et il fait équipe avec Les Néants afin d'utiliser leurs ressources pour construire des généraux qui l'aideront à obtenir des informations sur l'emplacement de Rafkon, afin qu'il puisse obtenir le Générateur Sporix et l'utiliser pour créer plus de Sporix et ainsi constituer une armée invincible. Il réussit à obtenir le Générateur Sporix, détruisant Rafkon avant de se rendre sur Terre pour l'activer. Cependant, ses généraux : Lothorn, Sizzurai et Boomblaster seront détruits, Nulleye et Scrozzle s'enfuiront, puis il sera stoppé par le Maître de la Transformation vert, Légandaire verte, qui le piège à l'intérieur d'un cristal et l'emprisonne sur une planète lointaine pendant des mois, jusqu'à ce qu'il parvienne finalement à s'échapper.

## Armes
- Morphers Dino Fury ◆◆◆◆◆ : Les Morphers Dino Fury sont les outils nécessaires pour se transformer en Rangers Dino Fury.
- Sabres Chromafury ◆◆◆◆◆ : Les Sabres Chromafury sont les armes de mêlée standard de chaque Dino Fury Ranger. Le Chevalier du Néant utilise une version violette du Sabre Chromafury.
  - Dino Dagues ◆◆◆◆◆ : Les Sabres Chromafury ont la capacité de se transformer en une arme de type poignard appelée Dino Dague.

- Fury doré Blaster Sabre : Le Blaster doré peut se combiner avec le Sabre Fury pour créer un blaster encore plus puissant appelé Gold Fury Blade Blaster.
  - Blaster doré Le Blaster doré est une arme de type blaster que Aiyon utilise pour se transformer en Ranger Dino Fury doré et lors des combats.
  - Sabre Fury Le Sabre Mosa est une arme en forme de lame de scie utilisée par le Ranger Dino Fury doré lors des combats.

- Sabre du Néant : Le Sabre du Néant est l'arme secondaire et principale du Chevalier du Néant.
- Morpher Dino Chevalier : Le Morpher Dino Chevalier est une arme en forme de griffe que l'utilisateur peut utiliser pour se transformer en armure Dino Chevalier.
- Sabre Dino légendaire ◆◆◆◆◆◆ : Le Sabre Dino légendaire est une puissante arme en forme d'épée conférée aux Rangers Dino Fury par le Maître de la Transformation vert pour activer une amélioration de puissance appelée Mode Dino légendaire. Il a également la capacité d'effectuer une attaque qui peut détruire tout ennemi au prix de la vie de son utilisateur.

- Clés Dino Fury ◆◆◆◆◆◆ : Les Clés Dino Fury sont utilisées par les Rangers Dino Fury pour se métaMorpherser et activer des améliorations de puissance. 
  - Clé Dino T-Rex : La Clé Dino T-Rex donne à Zayto la capacité de se métaMorpherser en Ranger Dino Fury rouge.
  - Clé Dino Tricéra : La Clé Dino Tricéra donne à Ollie Akana la capacité de se transformer en Ranger Dino Fury bleu.
  - Clé Dino Ankylo : La Clé Dino Ankylo donne à Amélia Jones la capacité de se métaMorpherser en Ranger Dino Fury rose.
  - Clé Dino Tigre : La Clé Dino Tigre donne à Izzy Garcia la capacité de se transformer en Ranger Dino Fury vert.
  - Clé Dino Stégo : La Clé Dino Stégo donne à Javi Garcia la capacité de se transformer en Ranger Dino Fury noir.
  - Clé Dino Mosa : La Clé Dino Mosa donne à Aiyon la capacité de se transformer en Ranger Dino Fury doré.

- Clés Dino Ampli ◆◆◆◆◆◆ : Les Rangers Dino Fury ont à leur disposition de nombreuses autres Clés, comme les Clés Dino Ampli, leur permettant d'activer une armure et un pouvoir spécifiques.
  - Clé Dino Puanteur : La Clé Dino Puanteur confère à son utilisateur la capacité d'émettre un gaz toxique en direction de ses ennemis.
  - Clé Dino Gravi : La Clé Dino Gravi confère à son utilisateur la capacité de manipuler la gravité.
  - Clé Dino Maxi : La Clé Dino Maxi confère à son utilisateur la capacité d'émettre une décharge d'énergie puissante.
  - Clé Dino Sonique : La Clé Dino Sonique confère à son utilisateur la capacité de détecter les ondes supersoniques.
  - Clé Dino Souffleur : La Clé Dino Souffleur confère à son utilisateur la capacité de rendre les objets plus légers en poids.
  - Clé Dino Réparation : La Clé Dino Réparation confère à son utilisateur la capacité de ramener un objet à son état précédent.
  - Clé Dino Sprint : La Clé Dino Sprint confère à son utilisateur la capacité de courir à une vitesse surhumaine.
  - Clé Dino Bouclier : La Clé Dino Bouclier confère à son utilisateur la capacité de manifester un bouclier.
  - Clé Dino Élasto : La Clé Dino Élasto confère à son utilisateur la capacité d'étirer ses membres.
  - Clé Dino Muscle : La Clé Dino Muscle confère à son utilisateur une force surhumaine.
  - Clé Dino Flash : La Clé Dino Flash confère à son utilisateur la capacité d'émettre un puissant éclat de lumière.
  - Clé Dino Réverbération : La Clé Dino Réverbération confère à son utilisateur la capacité de rendre n'importe quoi brillant et réfléchissant.
  - Clé Dino Ballon : La Clé Dino Ballon confère à son utilisateur la capacité de gonfler ses ennemis.
  - Clé Dino Duplica : La Clé Dino Duplica confère à son utilisateur la capacité de créer une réplique de n'importe quoi.
  - Clé Dino Tourbillon : La Clé Dino Tourbillon confère à son utilisateur la capacité de créer une attaque tourbillonnante.
  - Clé Dino Invisible : La Clé Dino Invisible confère à ses utilisateurs la capacité de devenir invisibles.
  - Clé Dino Pluie : La Clé Dino Pluie confère à son utilisateur la capacité de produire du brouillard.
  - Clé Dino Vision : La Clé Dino Vision confère à son utilisateur la capacité d'améliorer sa vision.
  - Clé Dino grossissante : La Clé Dino grossissante confère à son utilisateur la capacité de faire pousser n'importe quoi.
  - Clé Dino Sieste : La Clé Dino Sieste confère à son utilisateur la capacité d'endormir son adversaire.
  - Clé Dino Mouvant :

- Clés Dino Combat ◆◆◆◆◆◆ : En plus des Clés Dino Ampli, les Rangers ont également à leur disposition les Clés Dino Combat. Celles-ci sont liées à un Zord Auxiliaire, mais ont été perdues.
  - Clé Dino flamboyante : La Clé Dino flamboyante active l'Armure de Combat flamboyante, qui confère à son utilisateur la capacité de contrôler le feu.
  - Clé Dino Électro : La Clé Dino Électro active l'Armure de Combat Électro, qui confère à son utilisateur la capacité de contrôler l'électricité.
  - Clé Dino cosmique : La Clé Dino Cosmique active l'Armure de Combat Cosmique et confère à son utilisateur la capacité d'ouvrir un portail vers n'importe quel endroit de l'univers.
    - Clé Dino Lumière : La Clé Dino Lumière active l'Armure de Combat Lumière, qui confère à son utilisateur la capacité de briser n'importe quelle malédiction.
    - Clé Dino Ombre : La Clé Dino Ombre active l'Armure de Combat Ombre, qui confère à son utilisateur la capacité de créer et de contrôler un trou noir.

  - Clé Dino Smash : La Clé Dino Smash active l'Armure de Combat Smash, qui confère à son utilisateur une puissance de frappe accrue.
  - Clé Dino glaçante : La Clé Dino Glaçante active l'Armure de Combat Glaçante, qui confère à son utilisateur la capacité de geler n'importe quoi et de voler.
  - Clé Dino Chevalier : La Clé Dino Chevalier, lorsqu'elle est insérée dans le Morpher Dino Chevalier, permet à son utilisateur de se transformer en Armure Dino Chevalier.

- Clé Dino Hengemen : La Clé Dino Hengemen confère à son utilisateur le contrôle sur des gardes appelés les Hengemen. le Chevalier du Néant obtient cette clé et utilise les Hengemen comme ses soldats de base.
- Communicateurs ◆◆◆◆◆◆ : Les Communicateurs sont des dispositifs semblables à des montres intelligentes utilisés par les Rangers Dino Fury comme appareils de communication et moyens de se téléporter d'un endroit à un autre.
- Hotline des Rangers : La Ranger Hotline est un système permettant aux citoyens de Pine Ridge de signaler la présence d'un Sporix aux Rangers.
- Système de communication galactique : Zayto et Solon ont un émetteur dans leur base, qu'ils peuvent utiliser pour communiquer sur de longues distances dans l'espace et recevoir des messages. Cela nécessite un modulateur spécial fabriqué à partir d'un cristal spécial provenant de Rafkon. Lorsque le modulateur a été endommagé, un fragment du cristal offert par la mère de Zayto, sous forme de pendentif, a été utilisé en remplacement.
- Dino Nunchakus : Les Dino Nunchakus sont des armes de type t-rex/nunchaku utilisées par le Ranger Dino Fury rouge. Elles sont détruites après que Zayto les utilise lors d'un combat contre Wreckmate.
- Sabre Mega Fury ◆◆◆ : Le Sabre Mega Fury est une arme de type épée utilisée par le Ranger Dino Fury rouge à l'intérieur du cockpit du Zord Champion T-Rex.
- Base de données légendaire : Un disque rempli de données sur les Rangers passés et leurs ennemis est remis aux Ranger Dino Fury par Mick Kanic. Ollie et Solon l'utiliseraient pour en apprendre davantage sur le Seigneur Zedd.
- Moto Dino Fury : La Moto Dino Fury est un véhicule de type tyrannosaure/moto créé par Solon et Zayto, inspiré des Motos Squales, Motos Sauvages Cycles et Moto Mega Morph présents dans la Base de données légendaire. Il a la capacité de tirer des éclairs de plasma sur ses adversaires.

## Zords

### Zords Dino Fury
- Zord Champion T-Rex / Zord Champion T-Rex Mode Combat : Le Zord Champion T-Rex est un Zord de type tyrannosaure rex qui est piloté par le Ranger Dino Fury rouge. Le Zord Champion T-Rex a la capacité de se transformer en un mode humanoïde connu sous le nom de Zord Champion T-Rex Mode Combat. Le Zord Champion T-Rex est sacrifié après que Zayto utilise son pouvoir pour effectuer une attaque et détruire le Monstre de la Vengeance Némésis.
- Zord Tricéra Épée : Le Zord Tricéra Épée est un Zord de type tricératops qui est piloté par le Ranger Dino Fury bleu. Le Zord Tricéra Épée est sacrifié après que Zayto utilise son pouvoir pour effectuer une attaque et détruire le Monstre de la Vengeance Némésis.
- Zord Marteau Ankylo : Le Zord Marteau Ankylo est un Zord de type ankylosaure qui est piloté par la Ranger Dino Fury rose. Le Zord Marteau Ankylo est sacrifié après que Zayto utilise son pouvoir pour effectuer une attaque et détruire le Monstre de la Vengeance Némésis.
- Zord Griffe Tigre : Le Zord Griffe Tigre est un Zord de type tigre à dents de sabre qui est piloté par la Ranger Dino Fury vert. Le Zord Griffe Tigre est sacrifié après que Zayto utilise son pouvoir pour effectuer une attaque et détruire le Monstre de la Vengeance Némésis.
- Zord Pointe Stégo : Le Zord Pointe Stégo est un Zord de type stégosaure qui est piloté par le Ranger noir Dino Fury. Le Zord Pointe Stégo est sacrifié après que Zayto utilise son pouvoir pour effectuer une attaque et détruire le Monstre de la Vengeance Némésis.
- Zord Lame Mosa / Zord Lame Mosa Mode Combat : Le Zord Lame Mosa est un Zord de type mosasaure piloté par le Ranger Dino Fury doré. Le Zord Lame Mosa peut se transformer en une forme humanoïde appelée Zord Lame Mosa Mode Combat. Le Zord Lame Mosa est sacrifié après que Zayto utilise son pouvoir pour effectuer une attaque et détruire le Monstre de la Vengeance Némésis.

### Zords Auxiliaires
- Zord Dimétro flamboyant : Le Zord Dimétro flamboyant est un Zord de type dimétrodon basé sur le feu qui se réveille après qu'Amélia utilise l'Armure de Combat flamboyante. Le Zord Dimétro flamboyant est sacrifié après que Zayto utilise son pouvoir pour effectuer une attaque et détruire e Monstre de la Vengeance Némésis.
- Zord Raptor Lumière :
- Zord Raptor Ombre :

- Zord Pacha Smash : Le Zord Pacha Smash est un Zord de type pachycéphalosaure basé sur la terre qui s'est réveillé après que son enfant ait révélé son emplacement aux Rangers Dino Fury. Le Zord Pacha Smash est sacrifié après que Zayto utilise son pouvoir pour effectuer une attaque et détruire le Monstre de la Vengeance Némésis.
  - Bébé Pacha : Bébé Pacha est un Zord bébé de type pachycéphalosaure basé sur la terre et l'enfant du Zord Pacha Smash. Bébé Pacha est sacrifié après que Zayto utilise son pouvoir pour effectuer une attaque et détruire le Monstre de la Vengeance Némésis.

- Zord Ptéra Glaçant / Zord Ptéra Glaçant Mode Combat : Le Zord Ptéra Glaçant est un Zord de type ptérodactyle basé sur la glace qui s'est réveillé lorsque le Ranger Dino Fury noir l'a délogé de son emplacement. Le Zord Ptéra Glaçant a la capacité de se transformer en un mode humanoïde appelé le Zord Ptéra Glaçant Mode Combat. Le Zord Ptéra Glaçant est sacrifié après que Zayto utilise son pouvoir pour effectuer une attaque et détruire le Monstre de la Vengeance Némésis.

## Megazords
- Megazord Dino Fury / Megazord Dino Fury Formation Forteresse ◆◆◆ : Le Zord Champion T-Rex peut se combiner avec le Zord Tricéra Épée et le Zord Marteau Ankylo pour former le Megazord Dino Fury. Le Zord Champion T-Rex peut se combiner avec le Zord Tricéra Épée et le Zord Marteau pour former une formation alternative appelée Megazord Dino Fury Formation Forteresse.
  - Megazord Dino Fury Formation Griffe ◆◆◆◆ : Le Zord Griffe Tigre peut se combiner avec le Zord Champion T-Rex, le Zord Tricéra Épée et le Zord Marteau Ankylo pour former le Megazord Dino Fury Formation Griffe.
  - Megazord Dino Fury Formation Marteau ◆◆◆ : le Zord Marteau Ankylo peut se combiner avec le Zord Champion T-Rex, le Zord Tricéra Épée pour former une formation alternative connue sous le nom de Megazord Dino Fury Formation Marteau.
  - Megazord Dino Fury Formation Pointe ◆◆◆◆ : Le Zord Pointe Stégo peut se combiner avec le Zord Champion T-Rex, le Zord Tricéra Épée et le Zord Marteau Ankylo pour former le Megazord Dino Fury Formation Pointe.
  - Megazord Dino Fury Formation Épée ◆◆◆ : Le Zord Tricéra Épée peut se combiner avec le Zord Champion T-Rex Zord et le Zord Marteau pour former une formation alternative connue sous le nom de Megazord Dino Fury Formation Épée.
  - Megazord Dino Fury Formation Smash ◆◆◆❖❖ : Le Zord Champion T-Rex et le Zord Mateau Ankylo peuvent se combiner avec le Zord Pacha Smash pour former le Megazord Dino Fury Formation Smash.

- Megazord Dino Fury Formation Guerrier ◆◆◆◆◆ : Le Zord Champion T-Rex peut se combiner avec le Zord Tricéra Épée, le Zord Marteau Ankylo, le Zord Griffe Tigre et le Zord Pointe Stégo pour former le Megazord Dino Fury Formation Guerrier .
  - Megazord Dino Fury Formation Pointe du Guerrier ◆◆◆◆◆ : Le Zord Pointe Stégo peut se combiner avec le Zord Champion T-Rex, le Zord Marteau Ankylo, le Zord Tricéra Épée et le Zord Griffe Tigre pour former une formation alternative connue sous le nom de Megazord Dino Fury Formation Pointe du Guerrier.
  - Megazord Dino Fury Formation Épée du Guerrier ◆◆◆◆◆ : Le Zord Tricéra Épée peut se combiner avec le Zord Champion T-Rex, le Zord Marteau Ankylo, le Zord Pointe Stégo et le Zord Griffe Tigre pour former une formation alternative connue sous le nom de Megazord Dino Fury Formation Épée du Guerrier.

- Megazord T-Rex flamboyant ◆ : Le Zord Champion T-Rex peut se combiner avec le Zord Dimétro flamboyant pour former le Megazord T-Rex flamboyant.
- Zord Électro ◆ : Le Zord Lame Mosa et le Zord Dimétro flamboyant peuvent se combiner pour former le Zord Électro.
- Megazord Mosa Ombre ◆❖ : Le Zord Lame Mosa peut se combiner avec le Zord Raptor Ombre pour former le Megazord Mosa Ombre.
- Zord Cosmique Combo ❖ : Le Zord Raptor Lumière et le Zord Raptor Ombre peuvent fusionner en un seul Zord appelé Zord Cosmique Combo. Le Zord Cosmique Combo est sacrifié après que Zayto utilise leur pouvoir pour effectuer une attaque et détruire le Monstre de la Vengeance Némésis.
- Megazord T-Rex Cosmique  ◆❖ : Le Zord Champion T-Rex peut se combiner avec le Zord Raptor Lumière et le Zord Raptor Ombre pour former le Megazord T-Rex Cosmique.
- Zord Ptéra Rex ◆ : Le Zord Champion T-Rex et le Zord Ptéra Glaçant peuvent se combiner pour former le Zord Ptéra Rex.
- Megazord Mosa Cosmique ◆❖ : Le Zord Lame Mosa Mode Combat peut se combiner avec le Zord Cosmique Combo pour former le Megazord Mosa Cosmique.

## Ultrazords
- Fusion Ultrazord ◆◆ : Le Megazord T-Rex flamboyant peut se combiner avec le Zord Lame Mosa pour former le Fusion Ultrazord.
- Ptéra Smash Ultrazord ◆: Le Zord Champion T-Rex peut se combiner avec le Zord Pacha Smash Zord et le Zord Ptéra Glaçant pour former le Ptéra Smash Ultrazord.
- Ultrazord Primaire ◆◆ : Le Zord Champion T-Rex peut se combiner avec le Zord Lame Mosa et le Zord Ptéra Glaçant pour former l'Ultrazord Primaire.

## Épisodes des vingt-huitième et vingt-neuvième saisons (2021-2022)
| Saison | Saison | Épisodes | États-Unis (Nickelodeon) | États-Unis (Nickelodeon) |
| Saison | Saison | Épisodes | Début                    | Fin                      |
| ------ | ------ | -------- | ------------------------ | ------------------------ |
|        | 28     | 22       | 20 février 2021          | 18 décembre 2021         |
|        | 29     | 22       | 3 mars 2022              | 29 septembre 2022        |

### Liste des épisodes
| No de production | No d'épisode | Titre français                | Titre original        | Diffusion originale ( États-Unis) |
| ---------------- | ------------ | ----------------------------- | --------------------- | --------------------------------- |
| 920              | 1            | Destination Dinohenge         | Destination Dinohenge | 20 février 2021                   |
| 921              | 2            | Alerte Sporix !               | Sporix Unleashed      | 27 février 2021                   |
| 922              | 3            | Ne jamais abandonner          | Lost Signal           | 6 mars 2021                       |
| 923              | 4            | Vert et noir !                | New Recruits          | 20 mars 2021                      |
| 924              | 5            | La victoire                   | Winning Attitude      | 27 mars 2021                      |
| 925              | 6            | Superstition                  | Superstition Strikes  | 3 avril 2021                      |
| 926              | 7            | Une vidéo virale              | Stego Search          | 10 avril 2021                     |
| 927              | 8            | Le prisme de Nexus            | Unexpected Guest      | 17 avril 2021                     |
| 928              | 9            | Ollie et les gadgets          | Cut Off               | 18 septembre 2021                 |
| 929              | 10           | Message dans l'espace         | Phoning Home          | 25 septembre 2021                 |
| 930              | 11           | Le manoir hanté               | McScary Mannor        | 2 octobre 2021                    |
| 931              | 12           | La meilleure coach            | Super Hotshot         | 9 octobre 2021                    |
| 932              | 13           | L'union fait la force         | The Matchmaker        | 16 octobre 2021                   |
| 933              | 14           | Même pas peur                 | Old Foes              | 23 octobre 2021                   |
| 934              | 15           | En pleine tempête             | Storm Surge           | 30 octobre 2021                   |
| 935              | 16           | Qui c'est le chef ?           | Ancient History       | 6 novembre 2021                   |
| 936              | 17           | Fais pas ta star !            | Our Hero              | 13 novembre 2021                  |
| 937              | 18           | C'est l'heure de la sieste    | Crossed Wires         | 20 novembre 2021                  |
| 938              | 19           | Ne pas se fier aux apparences | The Makeover          | 27 novembre 2021                  |
| 939              | 20           | Le cauchemar                  | Waking Nightmares     | 4 décembre 2021                   |
| 940              | 21           | Le piège                      | Void Trap             | 11 décembre 2021                  |
| 941              | 22           | Joyeux Noël                   | Secret Santa          | 18 décembre 2021                  |

| No de production | No d'épisode | Titre français              | Titre original   | Diffusion originale ( États-Unis) |
| ---------------- | ------------ | --------------------------- | ---------------- | --------------------------------- |
| 942              | 1            | Numéro un                   | Numero Uno       | 3 mars 2022                       |
| 943              | 2            | Bon Anniversaire            | The Festival     | 3 mars 2022                       |
| 944              | 3            | Perte de mémoire            | Missing Pieces   | 3 mars 2022                       |
| 945              | 4            | Bébé Zord                   | Tiny Trouble     | 3 mars 2022                       |
| 946              | 5            | Le Bal de promo             | Stitched Up      | 3 mars 2022                       |
| 947              | 6            | La Clé du succès            | Jam Session      | 3 mars 2022                       |
| 948              | 7            | L'Antidote                  | New Leaf         | 3 mars 2022                       |
| 949              | 8            | La Chasse à l'homme         | Serious Business | 3 mars 2022                       |
| 950              | 9            | Alerte aux fantômes         | The Hunt         | 3 mars 2022                       |
| 951              | 10           | La Folie des grandeurs      | Losers Weepers   | 3 mars 2022                       |
| 952              | 11           | L'Imitateur                 | The Copycat      | 3 mars 2022                       |
| 953              | 12           | La Zone 62                  | Ultimate Mystery | 29 septembre 2022                 |
| 954              | 13           | Joyeuse Saint-Valentin      | Love Hate        | 29 septembre 2022                 |
| 955              | 14           | Bienvenue sur Rafkon        | Rafkon Revealed  | 29 septembre 2022                 |
| 956              | 15           | Les Légendaires             | Morphin Master   | 29 septembre 2022                 |
| 957              | 16           | Fais un vœu                 | Wishful Thinking | 29 septembre 2022                 |
| 958              | 17           | Pas de mensonges entre nous | Things Unspoken  | 29 septembre 2022                 |
| 959              | 18           | Voyage au Japon             | Guilt Trip       | 29 septembre 2022                 |
| 960              | 19           | Mission Karaoké             | Bad Vibes        | 29 septembre 2022                 |
| 961              | 20           | Les Visiteurs               | The Invasion     | 29 septembre 2022                 |
| 962              | 21           | La Vérité                   | The Truth        | 29 septembre 2022                 |
| 963              | 22           | Vengeance                   | The Nemesis      | 29 septembre 2022                 |

## Autour de la série
- C'est la quatrième saison de dinosaures à être diffusée sur Nickelodeon et la première saison dans l'ère Hasbro.
- Le mot « Fury » a été utilisé pour la saison 16 sous le nom de Power Rangers : Jungle Fury.
- Kishiryū Sentai Ryusoulger a été choisi au détriment de Uchū Sentai Kyūranger et Kaitou Sentai Lupinranger VS Keisatsu Sentai Patranger, pour plusieurs raisons[11]:
  - le thème dinosaure de Ryusoulger garantit non seulement de bonnes ventes pour Hasbro, mais en plus, il évoque Power Rangers : Mighty Morphin, la première saison.
  - Uchū Sentai Kyūranger a été écarté à cause du casque pointu du Ranger jaune qui aurait pu être dangereux en jouet. Même en arrondissant ou en raccourcissant la pointe, il suffisait d'un seul accident pour que l'avenir de la licence soit compromis.
  - Kaitou Sentai Lupinranger VS Keisatsu Sentai Patranger n'a pas été choisi, car Hasbro n'aimait pas l'idée que deux équipes de Power Rangers luttent l'une contre l'autre.
- Simon Bennett a confirmé que Judd Lynn et lui-même seront producteurs exécutifs de la série[12].
- C'est la deuxième saison des dinosaures sans Tommy Oliver.
- À l'instar de son homologue japonais, c'est la première saison qui démarre sur un trio et dont le code couleur est le rouge/bleu/rose.
- C'est la première fois depuis Power Rangers : Force animale qu'un Power Ranger féminin (Izzy) a un homologue super sentai masculin (Towa de Kishiryū Sentai Ryusoulger) et la première fois que cela concerne un Power Ranger vert (cela ne concernait auparavant que les Rangers jaunes).
- Izzy est aussi la première Power Ranger verte officielle (Camille de Power Rangers : Jungle Fury n'est pas une Ranger verte officielle).
  - Bien qu'il y ait failli y avoir un présentant. Selon une interview de l'actrice Déborah Estelle Phillips, qui jouait Katie Walker dans Power Rangers : La Force du temps, à l'origine, son personnage aurait dû être la Ranger verte et Trip aurait dû être le Ranger jaune.
- Izzy est aussi la première Ranger à être canoniquement LGBTQ+ dans la série. Elle est lesbienne.